# Concert Tour 2010 〜from The New World〜 at Bunkamura オーチャードホール
『Concert Tour 2010 〜from The New World〜 at Bunkamura オーチャードホール』（コンサート・ツアー にせんじゅう 〜フロム・ザ・ニュー・ワールド〜 アット・ブンカムラ オーチャードホール）
は、平原綾香の4作目のライブ・ビデオ。2011年3月2日にドリーミュージックから発売された。

## 概要
2010年10月2日に行われたツアー「AYAKA HIRAHARA CONCERT TOUR 2010 〜from The New World〜」のファイナル公演となったBunkamuraオーチャードホールの模様を収録している。

## 収録内容
1. セレナーデ（アカペラ）
2. Sleepers, Wake!
3. 威風堂々
4. Moldau
5. シェヘラザード
6. pavane 〜亡き王女のためのパヴァーヌ
7. 明日
8. BLESSING 祝福
9. 誓い
10. Voyagers
11. 星つむぎの歌
12. CARMEN 〜Je t'aime!〜
13. アランフェス協奏曲〜Spain
14. 仮面舞踏会
15. Ave Maria! 〜シューベルト〜
16. JOYFUL, JOYFUL
17. ソルヴェイグの歌
18. ノクターン
19. adagio
20. Jupiter
21. 新世界
22. Greensleeves
23. ミオ・アモーレ

## ツアー日程
| 公演数 | 開催日  | 会場                                      |          |
| ------ | ------- | ----------------------------------------- | -------- |
| 01     | 6月12日 | 和光市民文化センター                      |          |
| 02     | 6月13日 | 立川市市民会館・大ホール                  |          |
| 03     | 6月19日 | NHK大阪ホール                             |          |
| 04     | 6月20日 | NHK大阪ホール                             |          |
| 05     | 6月26日 | 宮崎市民文化ホール                        |          |
| 06     | 6月27日 | 長崎ブリックホール                        |          |
| 07     | 6月29日 | iichiko総合文化センター・グランシアタ     |          |
| 08     | 7月3日  | 旭川市民文化会館                          |          |
| 09     | 7月4日  | 札幌市民ホール                            |          |
| 10     | 7月10日 | 崇城大学市民ホール                        |          |
| 11     | 7月11日 | 福岡市民会館                              |          |
| 12     | 7月17日 | 伊賀市文化会館・さまざまホール            | 追加公演 |
| 13     | 7月19日 | 伊勢崎市文化会館                          |          |
| 14     | 7月24日 | 茨城県立県民文化センター                  |          |
| 15     | 7月25日 | グリーンホール相模大野                    |          |
| 16     | 7月29日 | 下関市民会館                              |          |
| 17     | 7月31日 | 岡山市民会館                              |          |
| 18     | 8月1日  | 広島厚生年金会館                          |          |
| 19     | 8月31日 | 堺市民会館                                | 追加公演 |
| 20     | 9月2日  | 北上市文化交流センター さくらホール       |          |
| 21     | 9月4日  | 山形県県民会館                            |          |
| 22     | 9月5日  | 東京エレクトロンホール宮城                |          |
| 23     | 9月9日  | 守山市民ホール                            | 追加公演 |
| 24     | 9月11日 | 神戸国際会館                              |          |
| 25     | 9月12日 | たんば田園交響ホール                      | 追加公演 |
| 26     | 9月14日 | サンポートホール高松・大ホール            |          |
| 27     | 9月19日 | 熊谷文化創造館 さくらめいと・太陽のホール |          |
| 28     | 9月20日 | まつもと市民芸術館                        |          |
| 29     | 9月22日 | 関市文化会館                              | 追加公演 |
| 30     | 9月23日 | 愛知県芸術劇場・大ホール                  |          |
| 31     | 9月25日 | 福井市文化会館                            |          |
| 32     | 9月26日 | 砺波市文化会館                            |          |
| 33     | 10月1日 | Bunkamuraオーチャードホール               |          |
| 34     | 10月2日 | Bunkamuraオーチャードホール               |          |